# Antoine François Prévost
Antoine François Prévost abbé, Prévost d’Exiles (Hesdin, 1697. április 1. – Courteuil, 1763. november 25.) francia író, műfordító, történetíró, egyházi személy. A Manon Lescaut világhírű szerzője.

## Életútja
Királyi ügyész fiaként született és már gyermekkorában kitűnt rendkívüli képességeivel. Kezdetben jezsuita volt, azután katona lett; rövid időre visszatért a szerzet kötelékébe, majd megint elhagyta és kalandos katonaéletet folytatott. 22 éves korában a bencés szerzetesek közé állt, prédikátorként is működött és részt vett tudományos munkáik összeállításában; csaknem teljes egészében ő írta a Gallia Christiana című gyűjtemény egyik kötetét.
Később elhagyta kolostorukat és Hollandiába ment, ott jelentek meg a Mémoires et Aventures d’un homme de qualité qui s’est retiré du monde egyes kötetei (1728–1732), utolsóként az Histoire du chevalier des Grieux et de Manon Lescaut. Ott kezdődött tartós kapcsolata is egy fiatal protestáns nővel, akit azonban nem vett feleségül, nehogy megszegje a szerzetesi fogadalmat. Azután áttelepedett Angliába, ahol az angol Spectator című lap mintájára Le Pour et le Contre ('pro és kontra') címmel folyóiratot alapított. Abban jelentette meg további írásait, köztük egyik legnagyobb munkáját: Histoire de M. Cleveland, fils naturel de Cromwell, philosophe français (1732–1739).
Művei sikerével számos ellenséget szerzett hazájában, a Manon Lescaut-t betiltották, házasságon kívüli kapcsolata miatt is támadások érték. Pártfogói segítségével 1734-ben mégis visszatérhetett Franciaországba és Conti herceg (a 6. Conti herceg, Louis-François de Bourbon-Conti) titkáraként tevékenykedett. Folytatta a Le Pour et le Contre kiadását, megjelent Le Doyen de Killerine című regénye. Később egy rövid időre ismét külföldre, ezúttal Belgiumba kellett menekülnie. Hazatérése után Histoire générale des voyages címen útirajz-gyűjtemény kiadásába fogott, melynek darabjait részben angolból fordította, részben maga állította össze. Közben átdolgozva franciára fordította Samuel Richardson Pamela, avagy az erény jutalma és Clarissa című regényeit (Denis Diderot későbbi kritikája szerint túlzottan lerövidítette). Sikereinek tetőpontján egy erdei séta alkalmával szélütés érte, eszméletét vesztette. Halottnak hitték, de a boncasztalon magához tért és ott is halt meg. (Ezt a verziót később kétségbevonták.)
Nagyon sokat írt, összesen mintegy kétszáz kisebb kötetnyi munkája jelent meg, gyakran érződik rajtuk a sietség és a felületesség. Nevét egyetlen műve, az Histoire du chevalier des Grieux et de Manon Lescaut, röviden Manon Lescaut tette halhatatlanná (Auber 1856-os Manon Lescaut c., Massenet 1884-es Manon c., Puccini 1893-as Manon Lescaut c. és Henze 1952-es Boulevard Solitude c. operája szövegkönyvének alapja.)

## Főbb munkái
- Les Aventures de Pomponius (lovagregény, 1724)
- Mémoires et Aventures d’un homme de qualité qui s’est retiré du monde (hét kötet, 1728–1731)
- Histoire du chevalier des Grieux et de Manon Lescaut (a Mémoires et aventures d'un homme de qualité 7. kötete, 1731; 1753)
- Le Philosophe anglais ou Histoire de M. Cleveland, fils naturel de Cromwell (nyolc kötet, 1731–1739)
- Le Doyen de Killerine (regény, 1735-1740)
- Histoire d'une Grecque moderne (regény, 1740)
- Histoire générale des voyages (20 kötet: 15 kötet 1746 és 1759 között, további 5 kötet posztumusz, 1789-ig)
- Histoire de Marguerite d’Anjou (1740)
- Mémoires pour servir à l’histoire de Malte (1741)
- Campagnes philosophiques (1741)
- Manuel lexique ou dictionnaire portatif des mots François (1750)
- Le Monde moral ou Mémoires pour servir à l’histoire du cœur humain (1760)

## Magyarul
- Manon Lescaut és Desgrieux lovag; ford. Mignon; Ruzitska, Bp., 1889
- Giacomo Puccini: Manon Lescaut. Opera; szöv. Prévost Antoine François nyomán Illica Luigi, ford. Radó Antal; Müller Ny., Bp., 1894
- Lescaut Manon és Des Grieux lovag története; bev. Sainte-Beuve, ford. Visi Imre; Franklin, Bp., 1895 (Olcsó könyvtár)
- Manon Lescaut; ford. Salgó Ernő; Athenaeum, Bp., 1918 (Olcsó regény)
- Manon Lescaut; ford. Dánielné Lengyel Laura, bev. Kállay Miklós; Franklin, Bp., 1930 (Élő könyvek. Külföldi klasszikusok)
- Manon Lescaut; ford. Kolozsvári Grandpierre Emil; in: A szerelem kalandjai; bev. Cs. Szabó László; Franklin, Bp., 1943 (A regényírás mesterei)
- Giacomo Puccini: Manon Lescaut; szöveg Prévost regénye nyomán Luigi Illica et al., ford. Nádasdy Kálmán; Zeneműkiadó, Bp., 1962 (Operaszövegkönyvek)
- Manon Lescaut és Des Grieux lovag története. Regény; ford. Kolozsvári Grandpierre Emil, utószó Mihályi Gábor; Szépirodalmi, Bp., 1961 (Olcsó könyvtár)